# أندرياس هولم جنسن
أندرياس هولم جنسن (بالدنماركية: Andreas Holm Jensen)‏ (7 ديسمبر 1988 بالدنمارك - ) هو لاعب كرة قدم دانمركي في مركز الدفاع.

## وصلات خارجية
- أندرياس هولم جنسن على موقع قاعدة بيانات كرة القدم.إي يو (الإنجليزية)
- أندرياس هولم جنسن على موقع Soccerway.com (الإنجليزية)